# Премія БАФТА у телебаченні
Премія БАФТА у телебаченні — щорічна нагорода, яка вручається Британською академією телебачення та кіномистецтва з 1955 року за визначні заслуги в галузі телебачення. Премія є аналогом американської нагороди Еммі. 
Переможці премія БАФТА 2020 року в галузі телевізійних мистецтв (англ. British Academy Television Craft Awards) будуть оголошені 17 липня, премії БАФТА у телебаченні (англ. The Virgin Media British Academy Television Awards) — 31 липня.

## Історія
Перша церемонія нагородження відбулася 1955 року. Тоді нагороди присуджували у шести категоріях. До 1958 її вручала Гільдія телевізійних продюсерів та режисерів. З 1958 року, після того, як Гільдія об'єдналася із Британською академією Кіно, утворивши Товариство кіно і телебачення, нагороду вручала ця організація. 1976 року її було перейменовано на Британську академію телебачення та кіномистецтва, а премія отримала свою сучасну назву.
З 1968 до 1997 року Премію БАФТА у телебаченні вручали разом із Премією БАФТА у кіно. Ця об'єднана нагорода була відома під назвою Премія БАФТА. Премію БАФТА у телебаченні зазвичай вручають у квітні, окремо від премії у телевізійному виробництві, під час якої вручають нагороди за технічні досягнення.

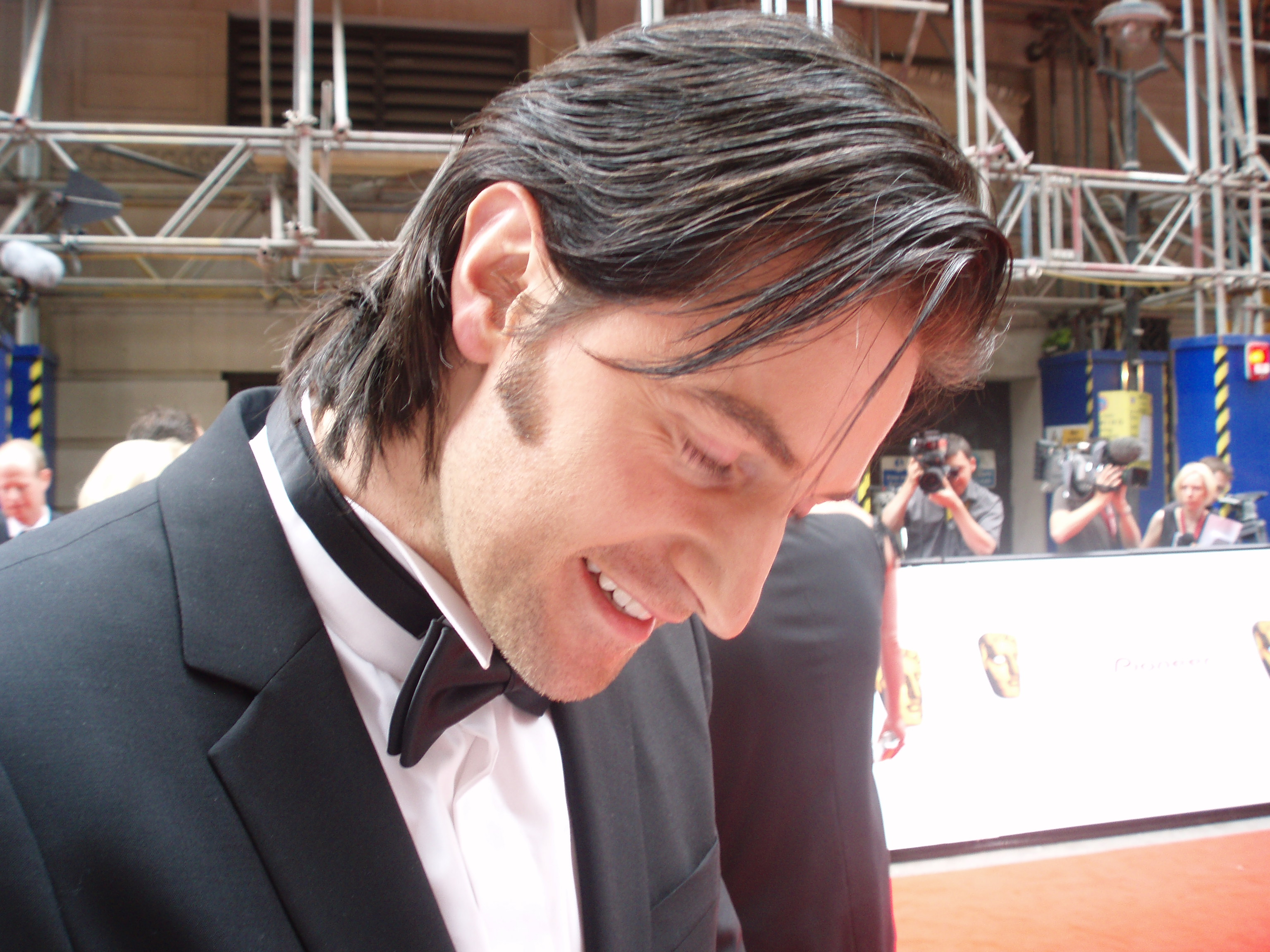
Річард Армітедж на церемонії врученні Премії БАФТА у 2007

Нагороду вручають тільки англійським продуктам. Єдиний виняток — нагорода в категорії «Іноземний серіал». Будь-який кабельний, супутниковий, ефірний або цифровий телевізійний канал Великої Британії може висувати свої програми на розгляд Академії. Номінанти в індивідуальні нагороди можуть висуватися самостійно або за клопотанням будь-якого телеканалу. Програми мають право номінуватися на премію, якщо вони виходили у період 1 березня — 15 лютого попереднього року.
Після отримання усіх заявок, кожен з учасників Академії голосує. Програми та особи (зазвичай, по чотири у категорії), які здобули у своїй номінації найбільшу кількість голосів, складають шорт-лист. Переможець вибирається із цього короткого списку спеціальним журі, яке складається із 9 осіб, обраних Телевізійним комітетом академії. Кожна номінація має своє власне журі, жоден з учасників якого не має прямого стосунку до жодної із програм або осіб у довіреній йому номінації.
Також існує декілька спеціальних нагород: Премія Денніса Поттера за видатні сценарії для телебачення; Премія Алана Кларка за визначний творчий внесок у телебачення; Премія Річарда Дімблі за ведення новинної передачі; Премія товариства БАФТА. Крім цього, існує цілий ряд спеціальних нагород, які видаються за принципом ad hoc.
Церемонію вручення нагороди транслює британське телебачення, зазвичай, канали BBC One та ITV1 наступного дня після дня проведення.

### «БАФТАґейт»
У 1991 стався скандал через нагороду за «Найкращий драматичний серіал». Тоді серіал Головний підозрюваний переміг Велике Британське свято. Після церемонії четверо із семи учасників журі підписали заяву, у якій стверджували, що голосували за перемогу «Великого Британського свята» Ірен Шубік, яка, як голова журі, не голосувала, відмовилася коментувати цю ситуацію, але голова БАФТА Річард Прайс заявив, що Шубік показала йому бюлетені, у яких чотири голоси було віддано за «Головного підозрюваного» і три — за «Велике Британське свято». Прайс також заявив, що бюлетені не можуть бути перераховані, оскільки були знищені. Ніяких звинувачень на адресу Шубік не було висунуто.

## Категорії
Наразі вручаються нагороди у таких категоріях:
- Премія БАФТА за найкращу чоловічу роль (телебачення)
- Премія БАФТА за найкращу жіночу роль (телебачення)
- Премія БАФТА за найкращу чоловічу роль другого плану (телебачення)
- Премія БАФТА за найкращу жіночу роль другого плану (телебачення)
- Премія БАФТА за найкращу чоловічу комедійну роль
- Премія БАФТА за найкращу жіночу комедійну роль
- Премія БАФТА за найкращий драматичний фільм
- Премія БАФТА за найкращий документальний фільм
- Премія БАФТА за найкращу комедію (включаючи скетч-шоу)
- Премія БАФТА за найкращий драматичний серіал
- Премія БАФТА за найкращий документальний серіал
- Премія БАФТА за найкращий ситком
- Премія БАФТА за найкращу мильну оперу
- Премія БАФТА найкращому ведучому розважальної передачі
- Премія БАФТА за найкращу розважальну передачу
- Премія БАФТА за найкращу ігрову передачу
- Премія БАФТА за найкращу авторську передачу
- Премія БАФТА за найкращу спортивну передачу
- Премія БАФТА за найкращу комедійну передачу
- Премія БАФТА за найкращий іноземний серіал[4]
- Премія БАФТА за вибір YouTube

### Застарілі номінації
- Премія БАФТА за найкращу новинну передачу (була скасована у 2007 році через нестачу заявок.[5] Втім, передачі цього жанру можуть і досі номінуватися на премію у категоріях «Документальний фільм» або "Документальний серіал.
- Премія БАФТА за найкращу комедійну роль (у 2010 році була розділена на окремі чоловічу і жіночу нагороди)

## У популярній культурі
У другому сезоні ситкому Рікі Ґервейса Масовка головний герой Енді стикається зі Стівеном Фраєм (який зіграв себе) у туалеті під час нагородження премії БАФТА. Фрай тримає у руках нагороду, яку, вочевидь, щойно здобув. Сам Ґервайс пізніше здобув нагороду за участь у цьому серіалі.